# Јужна Кореја на Зимским олимпијским играма 2018.
Јужна Кореја је земља домаћин Зимских олимпијских играма 2018. које се одржавају у Пјонгчанг од 9. до 25. фебруара 2018. године. 
Сто двадесет двоје спортиста представља Јужну Кореју у свих петнаест спортова. Додатно још двадесет три хокејашица учествује у заједничком тиму Кореје са играчицама Северне Кореје. На церемонији отварања игара спортисти две Кореје дефиловали су под заједничком заставом.

## Освајачи медаља

### Злато
- Лим Хјо-Џун — Брзо клизање на кратким стазама, 1500 м
- Јун Сун-Бин — Скелетон, појединачно
- Чве Мин-Џон — Брзо клизање на кратким стазама, 1500 м
- Сим Сок-Хи, Чве Мин-Џон, Ким Је-Џин, Ким А-Ран, Ли Ју-Бин — Брзо клизање на кратким стазама, штафета 3.000 м
- Ли Син-Хун — Брзо клизање, масовни старт

### Сребро
- Ли Санг-Хва — Брзо клизање, 500м
- Ча Мин-Гју — Брзо клизање, 500м
- Ли Син-Хун, Чон Џе-Вон, Ким Мин-Сок — Брзо клизање, потера екипно
- Хван Де-Хон — Брзо клизање на кратким стазама, 500 м
- Ли Сан-Хо — Сноубординг, паралелни велеслалом
- Ким Бо-Рим — Брзо клизање, масовни старт
- Ким Ин-Чун, Ким Гон-Е, Ким Сон-Јон, Ким Јон-Ми, Ким Чо-Хи — Керлинг, женски турнир
- Вон Јун-Чон, Чон Џон-Лин, Со Јон-У, Ким Дон-Хјон — Боб, четворосед

### Бронза
- Ким Мин-Сок — Брзо клизање, 1500 м
- Со И-Ра — Брзо клизање на кратким стазама, 1000 м
- Лим Хјо-Џун — Брзо клизање на кратким стазама, 500 м
- Ким Те-Јун — Брзо клизање, 1000 м

## Учесници по спортовима
| Спорт                           | Мушкарци | Жене | Укупно |
| ------------------------------- | -------- | ---- | ------ |
| Алпско скијање                  | 2        | 2    | 4      |
| Биатлон                         | 1        | 5    | 6      |
| Боб                             | 4        | 2    | 6      |
| Брзо клизање                    | 9        | 7    | 16     |
| Брзо клизање на кратким стазама | 5        | 5    | 10     |
| Керлинг                         | 6        | 6    | 12     |
| Нордијска комбинација           | 1        | 0    | 1      |
| Санкање                         | 3        | 2    | 5      |
| Скелетон                        | 2        | 1    | 3      |
| Скијашки скокови                | 2        | 1    | 3      |
| Скијашко трчање                 | 2        | 2    | 4      |
| Слободно скијање                | 4        | 5    | 9      |
| Сноубординг                     | 7        | 4    | 11     |
| Уметничко клизање               | 3        | 4    | 7      |
| Хокеј на леду                   | 25       | 0    | 25     |
| 15 спортова                     | 47       | 75   | 122    |